# Ophioviridae
Aspiviridae , precedentemente Ophioviridae è una famiglia di virus caratterizzata da un nucleocapside allungato, altamente filamentoso e flessibile con simmetria elicoidale.  È un taxon monotipico contenente solo un genere, Ophiovirus. Aspiviridae è anche l'unica famiglia nell'ordine Serpentovirales , che a sua volta è l'unico ordine nella classe Milneviricetes.
Il nome Aspiviridae deriva dal latino aspis (serpente o vipera), riferendosi alla forma, insieme al suffisso per una famiglia di virus: -viridae. 
Allo stesso modo Serpentovirales deriva da " serpent " con -virales, il suffisso per un ordine di virus. Milneviricetes è in onore di Robert G. Milne, l'ultimo autore del primo documento che descrisse gli ophiovirus.
Il capside proteico non è avvolto e ha un diametro costante di 1500–2500 nm e una larghezza di 3 nm o 9 nm. I capside formano cerchi piegati, che possono collassare per formare strutture duplex lineari, proprio come una molla.
L'intero genoma è lungo da 11000 a 12000 nucleotidi.

## Tassonomia
La famiglia ha un solo genere: Ophiovirus, questo ha sette specie riconosciute. I membri della famiglia e del genere sono chiamati ophiovirus.
Famiglia Aspiviridae
- Genere Ophiovirus

- Specie:

- Ophiovirus associato al mosaico di mirtilli
- Psorosi ophiovirus degli agrumi (tipo specie)
- Ophiovirus furtivo
- Necrosi ophiovirus dell'anello di lattuga
- Ophiovirus a grande vena della lattuga mirafiori
- Ophiovirus a chiazze bianche del ranuncolo
- Ophiovirus a mosaico a chiazze miste di tulipano